# Raccordement maritime van Le Havre
Het Raccordement maritime van Le Havre is een Franse spoorlijn van Harfleur naar station Le Havre-Maritime. De lijn is 8,5 km lang en heeft als lijnnummer 341 300.

## Geschiedenis
De lijn werd aangelegd door de Administration des chemins de fer de l'État en geopend in 1910. 

## Aansluitingen
In de volgende plaatsen is of was er een aansluiting op de volgende spoorlijnen:
Harfleur
RFN 340 000, spoorlijn tussen Paris-Saint-Lazare en Le Havre
RFN 341 116, aansluiting maritime est du port du Havre
Soquence
RFN 341 306, raccordement van Graville (west)
RFN 341 311, raccordement van Graville (oost)
RFN 341 500, havenspoorlijn Le Havre
RFN 341 606, stamlijn Le Havre 2 (J Durand)
RFN 341 608, stamlijn Le Havre 3 (Chanzy)
pK 226,2
RFN 341 118, aansluiting maritime de la CFR du port du Havre
RFN 341 121, aansluiting maritime minéralier du port du Havre
RFN 341 315, raccordement van Pont-Rouge
RFN 341 320, raccordement van Europe
Le Havre-Maritime
RFN 340 641, stamlijn Le Havre 1 (Marceau)

## Elektrische tractie
De lijn werd geëlektrificeerd met een spanning van 25.000 volt 50 Hz.